# Тунгокоченський район
Тунгоко́ченський район (рос. Тунгокоченский район) — район у складі Забайкальського краю Російської Федерації.
Адміністративний центр — село Верх-Усуглі.

## Населення
Населення — 11445 осіб (2019; 12685 в 2010, 14207 у 2002).

## Адміністративний поділ
Район адміністративно поділяється на 1 міське та 6 сільських поселень:
| Поселення                            | Площа, км² | Населення, осіб (2002) | Населення, осіб (2010) | Населення, осіб (2019) | Центр                | Населені пункти |
| ------------------------------------ | ---------- | ---------------------- | ---------------------- | ---------------------- | -------------------- | --------------- |
| Вершино-Дарасунське міське поселення | 33,89      | 6851                   | 5982                   | 5276                   | Вершино-Дарасунський | 2               |
| Верх-Усуглинське сільське поселення  | 40,79      | 2690                   | 2624                   | 2511                   | Верх-Усуглі          | 1               |
| Кикерське сільське поселення         | 63,54      | 859                    | 673                    | 615                    | Кикер                | 2               |
| Нижньостанське сільське поселення    | 32,03      | 1089                   | 954                    | 877                    | Нижній Стан          | 5               |
| Тунгокоченське сільське поселення    | 14,42      | 955                    | 988                    | 888                    | Тунгокочен           | 1               |
| Усть-Каренгинське сільське поселення | 3,90       | 236                    | 185                    | 157                    | Усть-Каренга         | 1               |
| Усуглинське сільське поселення       | 34,79      | 1236                   | 1040                   | 915                    | Усуглі               | 2               |
| міжселенна територія                 | -          | 291                    | 239                    | 206                    | -                    | 3               |

## Найбільші населені пункти
| № | Населений пункт      | Населення, осіб (2002) | Населення, осіб (2010) |
| - | -------------------- | ---------------------- | ---------------------- |
| 1 | Вершино-Дарасунський | 6743                   | 5946                   |
| 2 | Верх-Усуглі          | 2690                   | 2624                   |
| 3 | Тунгокочен           | 955                    | 988                    |
| 4 | Усуглі               | 908                    | 790                    |
| 5 | Нижній Стан          | 695                    | 645                    |